# Always Never the Same
Albums de Kansas
Freaks of Nature
(1995) Somewhere to Elsewhere
(2000)
Always Never the Same est le 13e album studio du groupe américain Kansas sorti en 1998. Il contient une reprise de la chanson des Beatles, Eleanor Rigby. Le violoniste original Robby Steinhardt est de retour dans la formation de Kansas. 

## Liste des titres
| No  | Titre                   | Durée |
| --- | ----------------------- | ----- |
| 1.  | Eleanor Rigby           |       |
| 2.  | Dust in the Wind        |       |
| 3.  | Preamble                |       |
| 4.  | Song for America        |       |
| 5.  | In Your Eyes            |       |
| 6.  | Miracles Out of Nowhere |       |
| 7.  | Hold On                 |       |
| 8.  | The Sky Is Falling      |       |
| 9.  | Cheyenne Anthem         |       |
| 10. | Prelude & Introduction  |       |
| 11. | The Wall                |       |
| 12. | Need to Know            |       |
| 13. | Nobody’s Home           |       |

## Personnel
- Steve Walsh – claviers, chant
- Robby Steinhardt – violon, chant
- Rich Williams – guitares
- Billy Greer – basse, chœurs
- Phil Ehart – batterie, percussions

## Personnel additionnel
- The London Symphony Orchestra - arrangé et dirigé par Larry Baird